# Satchel Paige

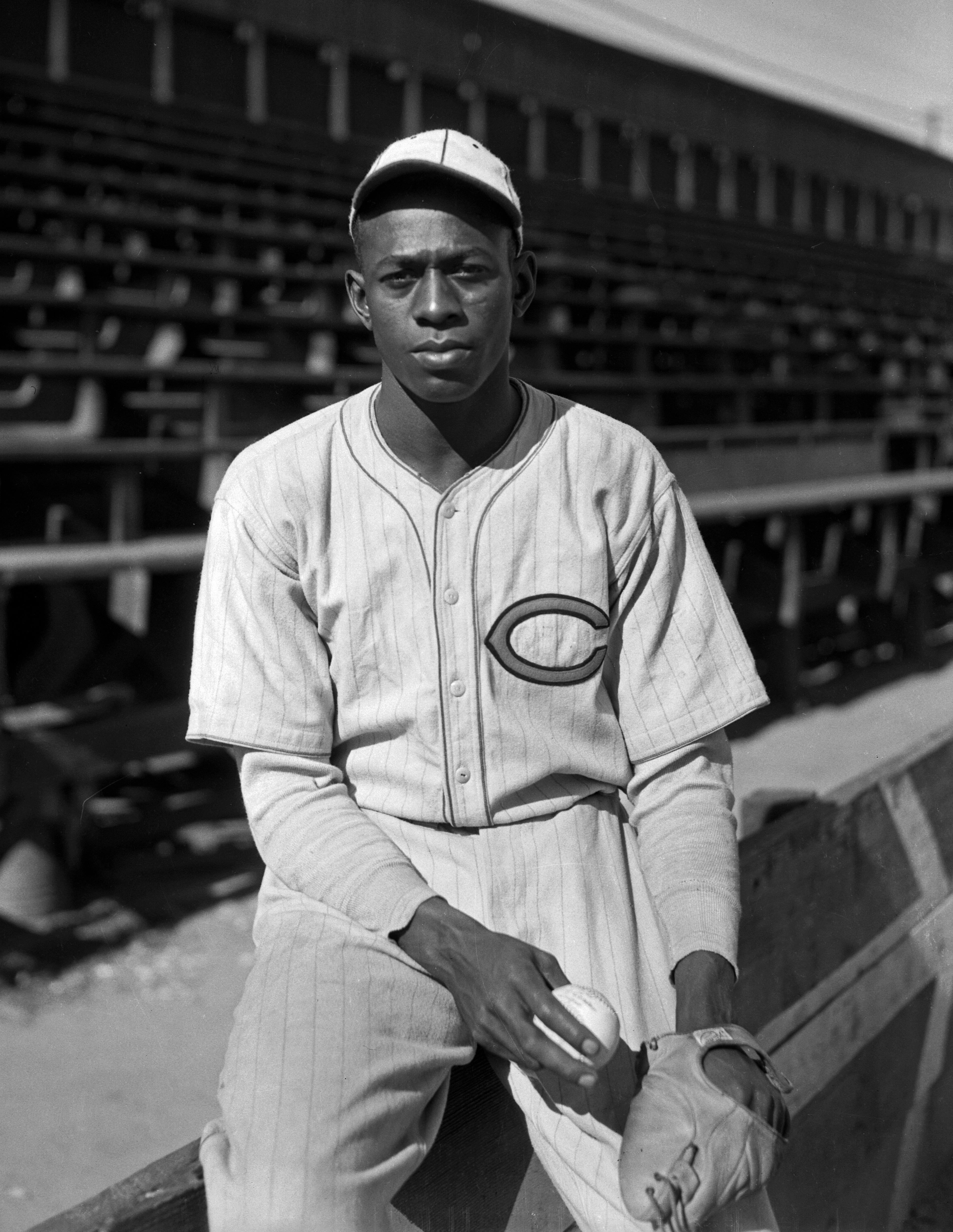
Satchel Paige (1933)

Leroy Robert “Satchel” Paige (Mobile, Alabama, 7 de julio de 1906-Kansas City, Misuri, 8 de junio de 1982) fue un beisbolista nombrado como el mejor pitcher de la historia de la Negro League. También fue el primer lanzador afroamericano en la historia de la Serie Mundial.  La longevidad de Paige dentro del béisbol fue notoria pues su carrera se alargó por cinco décadas.

## Inicios
Comenzó a jugar semi-profesionalmente en 1924, y, en la Negro League, jugó para varios equipos durante los años 20’s y 30’s. Entre los equipos para los que prestó sus servicios se encuentran los Chatanooga Black Lookouts (primer equipo profesional en 1926), Birmingham Black Barons, Pittsburgh Crawfords, Kansas City Monarchs y New York Black Yankees. Asimismo jugó para equipos de Cuba, República Dominicana y México.
En 1933  logró  64 innings sin recibir carreras, 21 victorias consecutivas, y un récord de 31-4.
“Satchel” Paige gustaba mucho de jugar para el público. Con su particular manera de lanzar llenaba los parques de pelota, por lo que era contratado por diferentes equipos para asegurar el espectáculo. 
A lo largo de los años su fama crecía, pero siempre mantuvo su principal objetivo: jugar en las Grandes Ligas de Béisbol. Tal sueño que se hizo realidad el 9 de julio de 1948 a la edad de 42 años cuando debutó con los Cleveland Indians, siendo así el debutante de mayor edad en la historia, y el séptimo afroamericano en jugar allí.
Según la leyenda el propietario de los Indians, Bill Veeck, quiso probar a Satchel antes de contratarlo: puso un cigarrillo en el suelo a manera de home, y retó a Paige lanzar sobre él. “Satchel” solo erró uno de cinco lanzamientos.

## Carrera en las grandes ligas
El 20 de agosto de 1948, con 42 años, ganó un juego frente a los White Sox por 1-0 frente a 78,382 aficionados, un récord de asistencia a un juego nocturno que todavía se mantiene. Terminó su primera temporada con récord de 6-1 y 2.47 ERA. También en ese año los Cleveland Indians ganaron la Serie Mundial. 
A la edad de 46 años logró estar en el Juego de Estrellas de las Grandes Ligas de Béisbol con los St. Louis Browns. Otro récord como jugador más longevo en ese evento.
Los números finales de su carrera en la Major League Baseball fueron  de 28-31 y promedio de 3.28 ERA.
No dejó de jugar. En 1965 militó para los Kansas City Athletics y lanzó tres entradas sin carreras, jugó en las menores y en espectáculos itinerantes, fue además coach de los Atlanta Braves en 1968.
Sin embargo, faltaba algo más para coronar su brillante carrera: Paige fue ingresado al salón de la fama en 1971. Logró otra marca al ser el primer jugador de color en ser aceptado. Joe DiMaggio alguna vez lo llamó: " el mejor y más veloz pitcher que he 
enfrentado”.